# Wagawaga jezik (wgw)
Wagawaga jezik (ISO 639: wgw; baeaula, gamadoudou, gibara, kilakilana), nekada priznati jezik, danas podijeljen na dva zasebna jezika yaleba [ylb] i wagawaga [wgb] (novi identifikator).
Klasificira se austronezijskoj porodici, suaujska podskupina. Broj govornika je 1 290 (1990 census) na području provincije Milne Bay u Papui NG. Ima dva dijalekta: wagawaga (Baeaula) i gamadoudou.
Identifikator mu je povučen iz upotrebe 18. 1. 2010.